# Ажитація
Ажитація (лат. agitare — збуджувати), або психомоторне збудження — клінічне порушення. Моторне занепокоєння, потреба в русі. Поведінкове порушення, при якому афективна напруга неконтрольовано переходить в рух. Супутнє явище при багатьох психічних захворюваннях (кататонія, тривожний невроз, ажитативна депресія, інволюційна депресія, сенільний спад).
Ажитація є симптомом різних розладів і станів здоров'я. Ажитація — це рухове збудження, що супроводжується тривогою; виявляється в непосидливості, постійному ходінні, настирному чіплянні до медперсоналу, оточуючих; характеризується ненавмисними та безцільними рухами та неспокоєм, що часто, але не завжди супроводжується емоційним стресом, і завжди є показанням до госпіталізації. Типові прояви включають крокування, заламування рук, неконтрольовані рухи язиком, стягування та одягання одягу та інші подібні дії. У більш важких випадках рухи можуть завдати шкоди людині та можуть включати такі речі, як розривання, розривання або жування шкіри навколо нігтів, губ або інших частин тіла аж до кровотечі. Психомоторне збудження зазвичай зустрічається при різних психічних розладах, особливо при психотичних розладах і розладах настрою. Це може бути результатом наркотичної інтоксикації або абстиненції. Це також може бути спричинено важкою гіпонатріємією. Люди з наявними психічними розладами та чоловіки віком до 40 років мають підвищений ризик розвитку психомоторного збудження.

## Ознаки та симптоми
Люди, які відчувають психомоторне збудження, можуть відчувати наступні емоції або виконувати такі дії. Деякі з цих дій за своєю суттю не є шкідливими, але можуть бути оцінені як ажитація, оскільки ці симптоми можуть загостритися та стати небезпечними:
- неможливо всидіти на місці
- вередувати
- скутість тіла
- не в змозі зняти напругу
- відчайдушно намагаючись знайти зручне положення
- все більше тривожиться
- роздратований
- плаксивий
- надзвичайна дратівливість, як-от кидання на друзів і родину, або роздратування через дрібниці
- гнів
- швидкі думки та безперервні розмови
- непосидючість
- темп
- закручування рук
- самообійми
- кусання нігтів
- спалахи скарг або крику
- смикання за одяг або волосся
- колупання шкіри як ознака PMA або навіть прогресування до розладу (розлад екскоріації)
- постукування пальцями
- постукування стопами
- раптово починати та припиняти завдання
- розмовляє дуже швидко
- переміщення предметів без причини
- знімаючи одяг, а потім надягаючи його назад

## Причини
Причини включають:
- Шизофренія
- Біполярний розлад
- Посттравматичний стресовий розлад (ПТСР)
- Панічні атаки
- Тривожний розлад
- Обсесивно-компульсивний розлад (ОКР)
- Відмова від нікотину
- Відмова від алкоголю
- Відміна від опіоїдів
- Аутизм
- Синдром Аспергера
- Клаустрофобія
- Інтелектуальна недостатність
- Синдром дефіциту уваги з гіперактивністю
- Деменція
- Хвороба Паркінсона
- Черепно-мозкова травма
- Хвороба Альцгеймера[5]
- Гостра переміжна порфірія[6]
- Спадкова копропорфірія
- Різнобарвна порфірія
- Побічні ефекти стимуляторів, таких як кокаїн або метилфенідат
- Побічні ефекти антипсихотичних засобів, таких як галоперидол
- Ліки СІЗЗС або [[Селективні інгібітори зворотного захоплення серотоніну і норадреналіну|СІЗЗСН]

Як пояснюється в дослідженні 2008 року, у людей з розладами настрою існує динамічний зв'язок між їхнім настроєм і тим, як вони рухаються.
Люди з ознаками ажитації можуть відчувати психічне напруження та тривогу, які фізично проявляються як:
- швидкі або повторювані рухи
- рухи, які не мають мети
- рухи, які не є навмисними

Ці дії є способом підсвідомості, який намагається зняти напругу. Часто люди, які відчувають психомоторне збудження, відчувають, ніби їхні рухи є ненавмисними.
Іноді, однак, ажитація не пов'язане з психічним напруженням і тривогою.
Останні дослідження показали, що відмова від нікотину викликає ажитацію (моторний дефіцит).В інших випадках психомоторне збудження може бути викликано антипсихотичними препаратами. Наприклад, акатизія, руховий розлад, який іноді викликається нейролептиками та іншими психотропними засобами, за оцінками, вражає 15-35 % пацієнтів із шизофренією.

## Лікування
Певна форма самолікування виникає в тому, що у багатьох пацієнтів стимуляція розвивається природним, незапланованим і переважно несвідомим шляхом просто тому, що вони випадково виявляють поведінку, яка приносить певне полегшення їхньому психомоторному збудженню, і розвивають звички, пов'язані з цим. Стиммінг має багато форм, деякі досить адаптивні, а інші неадаптивні (наприклад, надмірне затискання рук може пошкодити суглоби, а надмірне тертя або подряпини шкіри можуть її пошкодити). Іншою формою самолікування, яка нерідко виникає, є самолікування, яке, на жаль, може призвести до розладів, пов'язаних із вживанням психоактивних речовин, наприклад, розладів, пов'язаних із вживанням алкоголю.
У той час як стимуляція є немедикаментозним, але ненаправленим і іноді шкідливим поліпшенням, спрямована терапія намагається запровадити іншу та загалом кращу немедикаментозну допомогу у вигляді наступних змін способу життя, щоб допомогти людині знизити рівень тривоги:
- регулярні фізичні вправи
- йога і медитація
- глибокі дихальні вправи

Оскільки немедикаментозного лікування самого по собі часто недостатньо, часто також застосовуються медикаменти. Внутрішньом'язове введення мідазоламу, лоразепаму або іншого бензодіазепіну можна використовувати як для заспокоєння збуджених пацієнтів, так і для контролю напівмимовільних рухів м'язів у випадках підозри на акатизію.
Дроперидол, галоперидол або інші типові антипсихотики можуть зменшити тривалість збудження, спричиненого гострим психозом, але їх слід уникати, якщо є підозра, що збудження є акатизією, яка потенційно може погіршитися. Також може бути корисним використання прометазину. Нещодавно стали доступними три атипові антипсихотики, оланзапін, арипіпразол і зипразидон, а FDA схвалила їх як препарати для внутрішньом'язових ін'єкцій миттєвого вивільнення для контролю гострого збудження. Композиції цих трьох атипових антипсихотичних препаратів для внутрішньом'язового введення вважаються принаймні такими ж ефективними або навіть більш ефективними, ніж внутрішньом'язове введення галоперидолу окремо або галоперидолу з лоразепамом (що є стандартним лікуванням збудження в більшості лікарень), а атипові препарати мають значно кращу переносимість завдяки більш м'якому профілю побічних ефектів.
У пацієнтів із психозом, що викликає збудження, недостатня підтримка використання бензодіазепінів окремо, однак вони зазвичай використовуються в комбінації з антипсихотичними засобами, оскільки вони можуть запобігти побічним ефектам, пов'язаним із антагоністами дофаміну.